# Summly
Summly est une application facilitant l'agrégation d'informations et la lecture créée par un adolescent Britannique, Nick D'Aloisio. L'application a reçu l'Apple's Best Apps of 2012 award.
Le succès des téléchargements sur les smartphones (plus d'un million en quelques mois) en a fait un choix évident pour le groupe Yahoo! qui a annoncé l'avoir acheté pour un montant estimé à 30 millions de dollars (25 millions d'euros) par Yahoo! le 26 mars 2013,.